# Zlatý míč 1956
Zlatý míč, cenu pro nejlepšího fotbalistu Evropy dle mezinárodního panelu sportovních novinářů, v roce 1956 získal anglický fotbalista Stanley Matthews. Šlo o první ročník ankety, organizoval ho časopis France Football a výsledky určili sportovní publicisté ze 16 zemí Evropy.

## Pořadí
| Pořadí | Hráč                    | Reprezentace   | Kluby                   | Body |
| ------ | ----------------------- | -------------- | ----------------------- | ---- |
| 1      | Stanley Matthews        | Anglie         | Blackpool FC            | 47   |
| 2      | Alfredo Di Stéfano      | Španělsko      | Real Madrid             | 44   |
| 3      | Raymond Kopa            | Francie        | Real Madrid             | 33   |
| 4      | Ferenc Puskás           | Maďarsko       | Honvéd Budapešť         | 32   |
| 5      | Lev Jašin               | SSSR           | Dynamo Moskva           | 19   |
| 6      | József Bozsik           | Maďarsko       | Honvéd Budapešť         | 15   |
| 7      | Ernst Ocwirk            | Rakousko       | Sampdoria Janov         | 9    |
| 8      | Sándor Kocsis           | Maďarsko       | Honvéd Budapešť         | 6    |
| 9      | Thadée Cisowski         | Francie        | Racing Paříž            | 4    |
|        | Ivan Kolev              | Bulharsko      | CDNA Sofia              | 4    |
|        | Billy Wright            | Anglie         | Wolverhampton Wanderers | 4    |
| 12     | Julinho                 | Itálie         | ACF Fiorentina          | 3    |
| 13     | Stefan Božkov           | Bulharsko      | CDNA Sofia              | 2    |
|        | Duncan Edwards          | Anglie         | Manchester United       | 2    |
|        | Gerhard Hanappi         | Rakousko       | Rapid Vídeň             | 2    |
|        | Robert Jonquet          | Francie        | Stade Reims             | 2    |
|        | Miguel Montuori         | Itálie         | ACF Fiorentina          | 2    |
|        | Pepillo                 | Španělsko      | Sevilla FC              | 2    |
|        | Juan Alberto Schiaffino | Itálie         | AC Milan                | 2    |
|        | Eduard Strelcov         | SSSR           | FK Torpedo Moskva       | 2    |
| 21     | Campanal                | Španělsko      | Sevilla FC              | 1    |
|        | Břetislav Dolejší       | Československo | Dukla Praha             | 1    |
|        | Roger Piantoni          | Francie        | FC Nancy                | 1    |
|        | Kees Rijvers            | Nizozemsko     | AS Saint-Étienne        | 1    |